# Minniza persica
Espèce
Synonymes
- Minniza persica deminuta Beier, 1951

Minniza persica est une espèce de pseudoscorpions de la famille des Olpiidae.

## Distribution
Cette espèce se rencontre en Iran, au Koweït, en Arabie saoudite, aux Émirats arabes unis et en Oman.

## Description
Minniza persica mesure de 2,8 à 4 mm.

## Systématique et taxinomie
La sous-espèce Minniza persica deminuta a été placée en synonymie par Nassirkhani et Shoushtari en 2014.

## Étymologie
Son nom d'espèce lui a été donné en référence au lieu de sa découverte, la Perse.

## Publication originale
- Beier, 1951 : Ergebnisse der Österreichischen Iran-Expedition 1949/50. Pseudoscorpione und Mantiden. Annalen des Naturhistorischen Museums in Wien, vol. 58, p. 96-102 (texte intégral).